# Turboméca Marboré

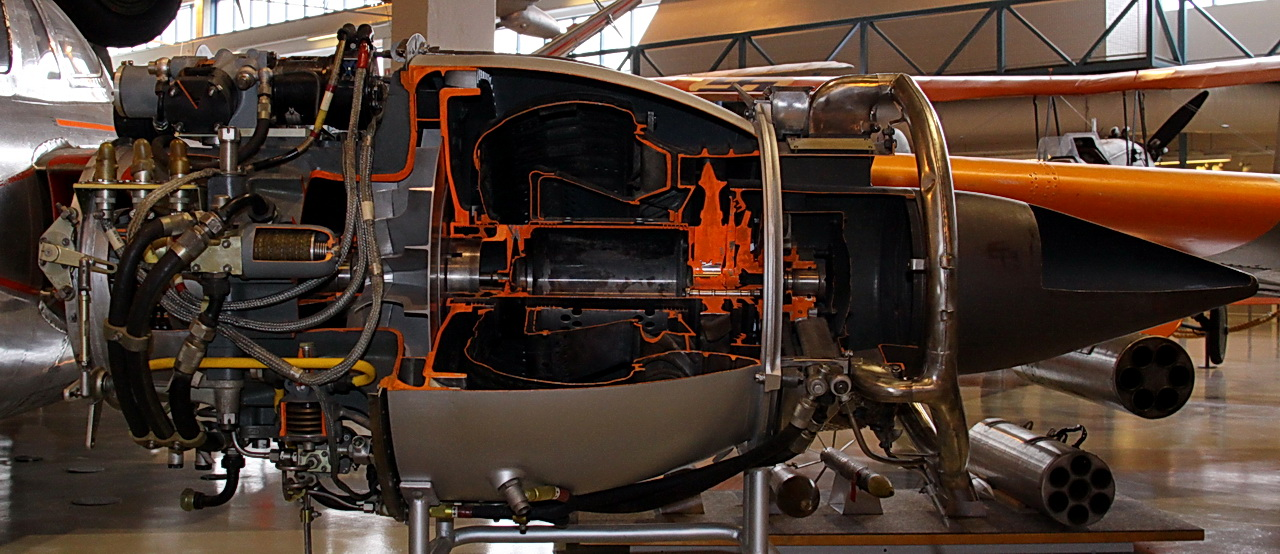
Schnittmodell des Triebwerks Marboré II

Das Turboméca Marboré war ein kleines Turbojettriebwerk der Firma Turboméca, das in den 1950er- bis 1970er-Jahren produziert wurde. Am häufigsten wurde es in der Fouga Magister und der Morane-Saulnier MS.760 „Paris“ verwendet. Auch in den Vereinigten Staaten wurde es in Lizenz als Continental-Teledyne J69 für die Cessna T-37 produziert. Eine spanische Lizenzproduktion wurde als M 21 bezeichnet.

## Geschichte
Die erste größere Produktionsversion war das Marboré II, das eine maximale Schubkraft von 3,9 kN bei der sehr hohen Drehzahl von 22.500/min erreichte. In seiner einfachsten Form handelte es sich um ein Einwellen-Turbojettriebwerk mit Radialverdichter und einstufiger Turbine, wobei der Brennstoffverbrauch bei etwa 109 gal/h lag. Das Triebwerk wurde in verschiedenen Varianten für den militärischen oder zivilen Markt produziert, die sich im Öltank-Design, bei den Hilfs- und Nebenaggregaten und in der Schubdüsenkonfiguration unterschieden. Einige Varianten besaßen einen zusätzlichen Axial-Verdichter, um die Leistung zu steigern. Alle diese Varianten unterschieden sich entsprechend der eingesetzten Komponenten in ihren Abmessungen, ihrem Gewicht (meist etwa 140 kg) und ihrer Leistung.
Das Marboré II wurden ab 1962 schließlich durch die Serie Marboré VI abgelöst, die etwas leistungsstärker (4,8 kN) war, wobei sich der Kraftstoffverbrauch nur geringfügig auf 119 gal/h erhöhte. Dies stellte eine 23 % Erhöhung des Schubs bei einem nur neunprozentigen Anstieg des Kraftstoffverbrauchs dar. Als Folge wurden bei einer Reihe von Flugzeugen die Marboré-II-Triebwerke durch Marboré VI ersetzt, was wiederum dafür sorgte, dass die alten Triebwerke für wenig Geld für Testzwecke auf dem Markt verfügbar waren.
Das ursprüngliche Marboré sowie die Marboré III, IV und V wurden nicht in größeren Stückzahlen gefertigt. Vom Marboré II wurden mehr als 4300 und vom Marboré VI fast 1200 Stück gebaut, vom Lizenzbau J69 mehr als 10.000, davon mehr als 6900 für die Zieldarstellungs- und Aufklärungsdrohnen AQM-34, BQM-34, Ryan Firebee.
Zum Ende des Jahres 2007 wurde die Wartung der Triebwerke und damit deren zivile Zulassung in Europa eingestellt.

## Technische Daten
| Version     | Schub   | Länge   | Breite | Höhe   | Masse  |
| ----------- | ------- | ------- | ------ | ------ | ------ |
| Marboré IIC | 3,9 kN  | 1567 mm | 632 mm | 658 mm | 163 kg |
| Marboré VIC | 4,8 kN  | 1417 mm | 632 mm | 658 mm | 168 kg |
| J69-T-25A   | 4,56 kN | 1270 mm | 632 mm | 632 mm |        |
| J69-T-29    | 7,6 kN  | 1176 mm | 569 mm | 569 mm | 154 kg |